# Unterwittbach
Unterwittbach ist ein Gemeindeteil des Marktes Kreuzwertheim im unterfränkischen Landkreis Main-Spessart in Bayern.

## Geographie

### Lage
Das Pfarrdorf liegt zwischen Marktheidenfeld und Wertheim an der Staatsstraße 2315. Durch Unterwittbach führt der Fränkische Marienweg. Der topographisch höchste Punkt der Gemarkung befindet sich auf 290 m ü. NHN (Lage) beim Sterzgraben, der niedrigste liegt im Wittbach auf 168 m ü. NN (Lage).

### Nachbargemarkungen
Nachbargemarkungen im Uhrzeigersinn im Norden beginnend sind Oberwittbach, Rettersheim, Trennfeld, Kreuzwertheim, Wiebelbach und Röttbach.

### Gewässer
Durch Unterwittbach fließt der Wittbach, in den von links am nördlichen Ortsrand der Riedgraben und südwestlich des Ortes der Sterzgraben münden. Außerdem entspringt im westlichen Teil der Gemarkung der Hartsgraben.

## Geschichte
Unterwittbach wurde 1818 durch das Zweite Gemeindeedikt eine eigenständige Gemeinde im Herrschaftsgericht Triefenstein.
Im Jahre 1821 kam Unterwittbach durch die Eingliederung des Herrschaftsgerichts Triefenstein in das Herrschaftsgericht Kreuzwertheim, aus dem am 1. Oktober 1848 die königliche Gerichts- und Polizeibehörde Kreuzwertheim hervorging und 1853 das Landgericht Stadtprozelten entstand.
Im Jahre 1862 wurde das Bezirksamt Marktheidenfeld gebildet, auf dessen Verwaltungsgebiet Unterwittbach als Gemeinde im Landgericht Stadtprozelten lag. 1939 wurde wie überall im Deutschen Reich die Bezeichnung Landkreis eingeführt. Unterwittbach war nun eine der 47 Gemeinden im Landkreis Marktheidenfeld (Kfz-Kennzeichen MAR). Mit Auflösung des Landkreises Marktheidenfeld im Jahre 1972 kam Unterwittbach in den neu gebildeten Landkreis Main-Spessart (Kfz-Kennzeichen KAR, ab 1979 MSP).
Am 1. Januar 1977 wurde Unterwittbach nach Kreuzwertheim eingemeindet. Unterwittbach hatte am 31. Dezember 2022 eine Einwohnerzahl von 244.

## Wappen
Die frühere Gemeinde Unterwittbach besaß kein eigenes Wappen. Im Dienstsiegel führte es deshalb das kleine bayerische Staatswappen (Art. 4 Abs. 2 der bayerischen Gemeindeordnung). Das oben rechts angezeigte „Ortswappen“ hat deshalb keine offizielle Eigenschaft. Eine nicht mehr existente Gemeinde kann kein neues Wappen mehr annehmen. Das „Ortswappen“ hat daher lediglich die Eigenschaft eines Privatkunstwerkes. Daran ändert sich auch nichts dadurch, dass die Freiwillige Feuerwehr Unterwittbach dieses „Ortswappen“ im Ärmelabzeichen führt. Dies widerspricht nämlich der Anlage 3 Nummer 1 der Ausführungsverordnung zum Bayerischen Feuerwehrgesetz (danach müsste im Ärmelabzeichen entweder das kleine bayerische Staatswappen oder das Wappen des Marktes Kreuzwertheim geführt werden).